# Cosmopelma
Cosmopelma là một chi nhện trong họ Barychelidae.

## Các loài
Het geslacht kent de volgende soorten:
- Cosmopelma decoratum Simon, 1889
- Cosmopelma dentatum Fischel, 1927